# Pierre Trudeau
Joseph Philippe Pierre Yves Elliott Trudeau (18. oktober 1919 i Montreal, Quebec – 28. september 2000 smst.) var en canadisk politiker, der var landets premierminister 1968-1979 og igen 1980-1984. Han repræsenterede Liberal Party of Canada. 
Trudeau studerede jura ved Université de Montréal, da han i 1943 blev indkaldt til hæren. Efter 2. verdenskrig påbegyndte han en masteruddannelse i politisk økonomi ved Harvard University og studerede senere ved Institut d'études politiques de Paris. Han påbegyndte sidenhen en doktorgrad ved London School of Economics, men færdiggjorde aldrig sin disputats. 
Hans indblanding i den såkaldte Asbestos-strejke i 1950'erne gjorde ham til en ledende figur i oppositionsbevægelsen og var blandt andet grundlægger og redaktør af Cité Libre, et dissidenttidsskrift. Det bidrog til det intellektuelle fundament bag den stille revolution i Quebec, hvor provinsen undergik større forandring som sekularisering og velfærdsydelser. Han arbejdede fra 1949 til 1951 som økonomisk rådgiver for den liberale premierminister Louis St. Laurent, men meldte sig sind i første omgang i det socialdemokratiske parti. Han skiftede dog senere holdning og meldte sig i 1965 ind i Liberal Party of Canada. Fra 1961 til 1965 arbejdede han som lektor i jura ved Université de Montréal. 
I 1965 blev han indvalgt i parlamentet, hvor han sad til 1984. Efter et par år som sekretær for Lester Pearson blev han i 1967 justitsminister. Han sad dog kun til 1968, hvor han blev leder af partiet og fra 6. april samme år premierminister. Han gik af i 1979, men efter et jordskredsvalg i 1980 lykkedes det det liberale parti at danne regering igen, og han var atter premierminister 1980-1984. Han meddelte 29. februar 1984 at han ville gå af som premierminister og partileder og efterfulgtes af John Turner. 
Trudeau anses for at være en af de mest kontroversielle og karismatiske politikere i Canadas historie. Hans regeringsperiode var præget af politisk turbolens såvel som af forandringer og moderniseringer. Selv om han selv tilhørte landets fransksprogede minoritet, støttede han ikke Quebecs selvstændighedsbevægelse. Han stod for en progressiv reformpolitik og større økonomisk selvstændighed fra USA. 